# هارموديو أرياس مدريد
هارموديو أرياس مدريد (بالإسبانية: Harmodio Arias Madrid)‏ (و. 1886 – 1963 م) هو سياسي من بنما .

## التعليم
تعلم في كلية لندن للاقتصاد.